# Gratiní
Gratiní (grec moderne : Γρατινή) est un village grec, faisant administrativement partie du dème de Komotiní, du district régional de Rhodope et de la région de Macédoine-Orientale-et-Thrace. Gratiní forme sa propre communauté locale (grec moderne : Τοπική Κοινότητα Γρατίνης, Topikí Koinótita Gratínis). Selon le recensement de 2021, le village compte une population de 271 habitants.

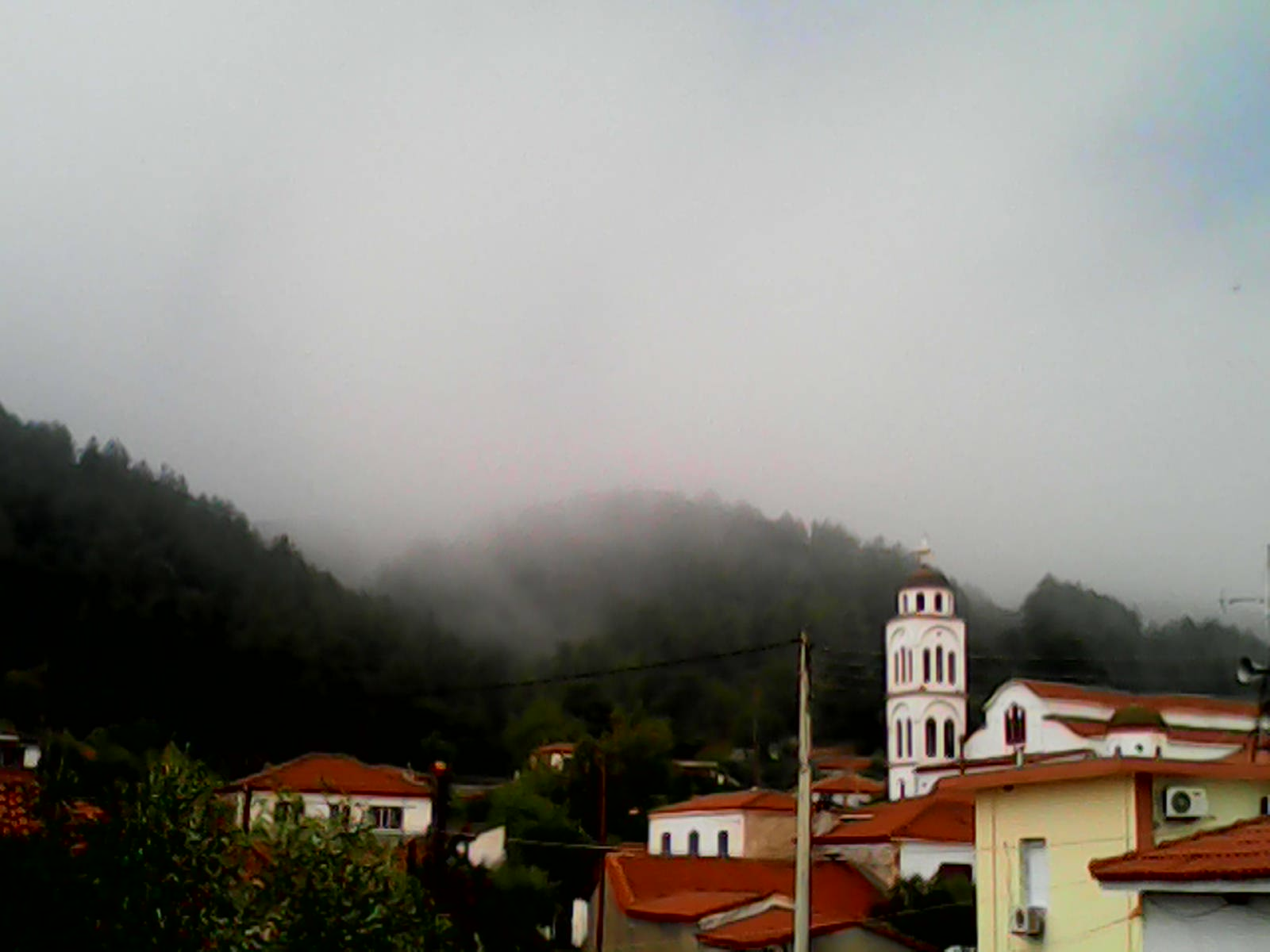
Vue de l'église de Gratiní.

Le village de Gratiní est situé sur le flanc sud des Rhodopes, à une distance d'environ 13 kilomètres à l'est de la ville de Komotiní. Il doit son nom à la cité de la période antique tardive et byzantine de Gratianópolis (Gratian(o)upolis, Γρατιανούπολις; Gratian(o)u, Γρατιανού; Gratzian(o)us, Γρατζιανούς), fondée par l'empereur Gratien au cours du IVe siècle. Pendant les XIIIe et XIVe siècles, cette dernière constitue encore une place forte d'importance. Les ruines de la forteresse sont situées sur une colline un peu plus au nord du village actuel,.
À une distance d'environ 1,5 kilomètre au nord du village se trouve le réservoir de Gratiní, qui doit son nom au village avoisinant.